# Laura Tommasella
Laura Tommasella (San Donà di Piave, 22 agosto 1981) è una calciatrice italiana, centrocampista del Permac Vittorio Veneto.

## Palmarès

### Club
- Coppa Italia: 1

Tavagnacco: 2012-2013